# سيبيله شميتس
سيبيله شميتس (بالألمانية: Sybille Schmitz)، (2 ديسمبر 1909 - 13 أبريل 1955)، ممثلة ألمانية شاركت لعدة أفلام، ومنها فيلم فامباير، توفيت منتحرة وعمرها 45 عاماً.

## المواقع الخارجية
- سيبيل شميتس على موقع IMDb (الإنجليزية)
- سيبيل شميتس على موقع مونزينجر (الألمانية)
- سيبيل شميتس على موقع ألو سيني (الفرنسية)
- سيبيل شميتس على موقع أول موفي (الإنجليزية)
- سيبيل شميتس على موقع قاعدة بيانات الأفلام السويدية (السويدية)
- سيبيل شميتس على موقع ديسكوغز (الإنجليزية)
- سيبيل شميتس على موقع قاعدة بيانات الفيلم (الإنجليزية)
- سيبيل شميتس على موقع كينوبويسك (الروسية)
- First Sybille Schmitz Website - from Germany - The Sybille Schmitz archives.
- Photographs and literature
- سيبيله شميتس على موقع فايند أغريف